# Zbigniew Mączka
Zbigniew Mączka (ur. 10 września 1954 w Dębicy) – polski polityk, urzędnik państwowy, poseł na Sejm II kadencji.

## Życiorys
Ukończył w 1978 studia na Wydziale Elektrotechniki-Automatyki-Elektromechaniki Akademii Górniczo-Hutniczej. Pracował jako konstruktor lotniczy zakładach lotniczych w Mielcu. Był posłem II kadencji z listy Unii Demokratycznej, wybranym w okręgu rzeszowskim.
W rządzie Jerzego Buzka z rekomendacji Unii Wolności objął stanowisko głównego inspektora lotnictwa cywilnego, funkcję tę pełnił do 2002. Od 2002 zatrudniony w Urzędzie Lotnictwa Cywilnego, początkowo jako naczelnik delegatury. W październiku 2006 został powołany na stanowisko wiceprezesa. W październiku 2012 został odwołany z tej funkcji.